# ثورة الفراشيش
ثورة الفراشيش، يُقصد بها أحداث تالة ـ القصرين في ربيع سنة 1906 والتي كانت انتفاضة ذات طابع خاص، بالنظر إلى الانتفاضة السابقة لها (1881)، فقد اندلعت في وسط مجتمع ريفي، في ظرف اتسم بترسخ الهيمنة الاستعمارية وخمود العمل الوطني الذي كان في طور التحول. وقد خصصت لهذه الأحداث بعض الفصول في الدراسات التاريخية وكتاب وحيد حاول فيه مؤلفه دراسة انتفاضة تالة-القصرين كمثال لدور الفلاحين في حركة التحرر الوطني، موليا أكبر جانب من اهتمامه للعوامل الاقتصادية والاجتماعية التي أدت إلى اندلاعها في ظروف عامة تميزت باستفحال الاستغلال الاقتصادي الاستعماري.
ولا شك في أن الظروف التي اندلعت فيها الانتفاضة قد اتسمت بسوء الظروف المعيشية لقبيلة الفراشيش التي استولى الاحتلال الفرنسي على معظم أراضيها الخصبة، محولا أكبر قسم من الأهالي إلى جيش من الفقراء. حيث تذكر التقارير الإدارية والأمنية الحالة الاجتماعية المزرية للفراشيش إذ عمت بينهم المجاعة خاصة في هذه الفترة مما اضطر السكان إلى أكل الحشائش البرية. وفي المقابل كان المحتلون يعيشون ظروفا حسنة، مسلطين على الأهالي أصناف المعاملات القاسية مما جعل العلاقات بين الطرفين تتميز بالتوتر الدائم.

## أحداثها
اندلعت الثورة بقيادة عمرو بن عثمان الذي كان الناس يعتبرونه «ولي». وفوجئت سلطات الاحتلال باندلاع الأحداث وبسرعة تحرك المنتفضون وقوة هجماتهم.